# 1675 Simonida
1675 Simonida eller 1938 FB är en asteroid i huvudbältet, som upptäcktes den 20 mars 1938 av den serbiske astronomen Milorad B. Protić vid Belgrads observatorium. Den har fått sitt namn efter den bysantinska prinsessan och sedermera drottning av Serbien, Simonida.
Asteroiden har en diameter på ungefär 11 kilometer och den tillhör asteroidgruppen Flora.